# Harry Wahl
Harry Wahl, född 17 maj 1869 i Viborg, död 31 juli 1940 i Helsingfors, var en finländsk seglare och båtkonstruktör.
Wahl var direktör för handelshuset Paul Wahl & Co från 1902 och kommodor i Wiborgs läns segelförening (WLS) 1903–1907. Han konstruerade ett antal lyckade segelbåtar till den amerikanska mätregeln, varav de förnämsta var Djouhera 1904, Jolanda 1906 och Jolanda II 1911. Då den internationella mätregeln slog igenom övergick han genast till den och konstruerade bland annat tiorna Aurora 1911 och Nina 1912, samt sexorna Cremona 1925, Jolanda III 1936 och Susanna 1940. Skärgårdskryssare och andra lokala företeelser betraktades av honom som bolsjevism.
Med Jolanda II lyckades det WLS att 1911 efter sex tidigare försök hemföra Sinebrychoffpokalen till Viborg. Pokalen försvarades följande år framgångsrikt av tian Aurora. År 1912 representerade Wahl Finland i de olympiska kappseglingarna i Nynäshamn med den självritade, nybyggda tian Nina och hemförde en silvermedalj. Vid vinterkrigets utbrott 1939 lyckades han transportera sina jakter till Helsingfors. Han var även en skicklig violinist och ägde en av Europas förnämsta samlingar av Stradivariusvioliner; denna såldes under fortsättningskriget till USA (några exemplar finns i Sverige och Finland).